# Philipp Förster
Philipp Förster (Bretten, 4 de febrero de 1995) es un futbolista alemán que juega de centrocampista en el SV Darmstadt 98 de la 2. Bundesliga.

## Trayectoria
Förster comenzó su carrera deportiva en el SV Waldhof Mannheim en 2014, fichando en 2017 por el 1. F. C. Núremberg, aunque no llegó a debutar con el primer equipo, disputando cuatro encuentros en el F. C.Nuremberg II.
Ese mismo año fichó por el SV Sandhausen de la 2. Bundesliga.

### Stuttgart
En 2019 fichó por el VfB Stuttgart, con el que ascendió en la temporada 2019-20 a la Bundesliga. El 30 de octubre de 2020 debutó en la competición, en un partido frente al Schalke 04, que terminó en empate a 1. Su primer partido como titular fue el 28 de noviembre de 2020 frente al Bayern de Múnich, mientras que el 12 de diciembre de 2020 anotó su primer gol, en la victoria del Stuttgart por 1-5 frente al Borussia Dortmund.

## Clubes
| Club                | País     | Año       |
| ------------------- | -------- | --------- |
| SV Waldhof Mannheim | Alemania | 2014-2017 |
| F. C. Núremberg II  | Alemania | 2017      |
| SV Sandhausen       | Alemania | 2017-2019 |
| VfB Stuttgart       | Alemania | 2019-2022 |
| VfL Bochum          | Alemania | 2022-2024 |
| SV Darmstadt 98     | Alemania | 2024-     |